# Chilon villersi
Chilon villersi is een hooiwagen uit de familie Assamiidae.